# Мојрес
Мојрес (гр: Μοίρες, Moires) град је у Грчкој, у округу Ираклион периферије Крит. То је друго по значају насеље у округу и седиште општине Фестос.

## Положај
Мојрес се налази у јужном делу Крит, у најважнијој равници јужне половине острва, Месаре, изнад које се на западу издиже планина Иди. Надморска висина насеља је 85 метара. Град је од најближе морске обале удаљен око 5 km.

## Становништво
Град Мојрес данас има нешто близу 6.000 ст., махом етничких Грка. Са околином град има око 11.000 становника.